# Catherine Fox
Catherine Fox (n. 15 decembrie 1977, Roeland Park⁠(d), Kansas, SUA) este o înotătoare americană, medaliată olimpică. A participat la o ediție a Jocurilor Olimpice (1996) în care a câștigat 3 medalii de aur.